# Waalre
Waalre este o comună și o localitate în provincia Brabantul de Nord, Țările de Jos.

## Localități componente
Aalst, Achtereind, De Heuvel, Heikant, Loon, Timmereind, Waalre